# 3219 Komaki
3219 Komaki (1934 CX) là một tiểu hành tinh vành đai chính được phát hiện ngày 4 tháng 2 năm 1934 bởi K. Reinmuth ở Heidelberg.